# Хамилтън (окръг, Канзас)
Вижте пояснителната страница за други значения на Хамилтън.
Окръг Хамилтън (на английски: Hamilton County) е окръг в щата Канзас, Съединени американски щати. Площта му е 2585 km², а населението - 2594 души. Административен център е град Сиракюз.